# Кубишкін Роман Олександрович
Рома́н Олександрович Куби́шкін (1974-2021) — солдат Збройних сил України, учасник російсько-української війни.

## Життєвий шлях
Народився 29 червня 1974 року в м. Дубно Рівненська область. З дружиною та сином, 2004 р.н. проживав в Сумській області. Працював будівельником.
З літа 2014-го — доброволець «Правого сектора». Артилерист, брав участь у боях за Піски. Мамі казав, що й далі працює на будівництві. 22 лютого 2015 року, у свій вихідний, напросився на позиції. Під час обстрілу терористами у бліндаж потрапили 2 снаряди, п'ятеро бійців зазнали поранень, двоє загинули. Романа вважали убитим — замість голови було суцільне місиво. Командир підрозділу у лікарні упізнав його лиш по особистих речах.
У Романа нема частини мозку — видалили, поставивши металеву пластину. Далі тривала дороговартісна реабілітація, гроші надавати зголосилися представники Дубенської міської влади й волонтери. Небайдужі з мамою Іриною Лук'янівною влаштували вояка на реабілітацію в приватну клініку у Броварах. Після півтора року реабілітації у серпні 2016-го переведений до Рівненського обласного госпіталю ветеранів війни, частково відновлені життєві функції.
Помер 2 червня 2021 року. Залишилися мати, дружина та син.
Поховання відбулось 4 червня 2021 року в м. Дубно на Майдані Незалежності. Очолив похорон протоієрей ПЦУ Василь Лозинський.

## Вшанування
- Почесний громадянин Дубна (2023; посмертно)[5]
- медаль «За жертовність та любов до України»
- медаль «Доброволець АТО»[6]